# 国防科技大学附属中学
国防科技大学附属中学创立于1970年，学校位于长沙市开福区百花园路北浏阳河畔，自创校以来学校先后被评为 “长沙市重点中学”（1987年）、“一级一类子女中学”（1991年）、“全军优秀中学”（1995年）、“湖南省现代教育技术实验学校”（2003年）；2008年与湖南省博物馆开展合作，成为全省首个“馆校共建人文素质教育基地”。
2008年2月附中从科大一号院内整体搬迁至现址，新校区由国防科大和长沙市政府共同投资兴建，用地面积60余亩，建筑面积36229平米，总投资约1亿元。附中的设施和设备取得了长足的发展。
附中现有教职工123人。专任教师本科学历占100%，研究生学历22%，35岁以下的青年教师占教师总数的81%，中共党员62人。现有教学班34个，其中初中部22个，高中部12个，在校学生近2000人。
校训为智慧德行。